# Cola baldwinii
Cola baldwinii är en malvaväxtart som beskrevs av Jongkind. Cola baldwinii ingår i släktet Cola och familjen malvaväxter. Inga underarter finns listade i Catalogue of Life.